# Porto Rico aux Jeux olympiques d'été de 1948
Le  Porto Rico participe pour la première fois aux Jeux olympiques, à l’occasion des Jeux olympiques d'été de 1948, à Londres. Ce pays est représenté par neuf athlètes, tous masculins, qui concourent dans trois sports : Athlétisme, Boxe et Tir. En dépit d’une délégation très réduite numériquement, les Portoricains rentrent de Londres avec une médaille de bronze conquise par le boxeur Juan Evangelista Venegas. Ce qui leur permet d’intégrer le tableau des médailles, en 36e position.

## Les médaillés
| Médaille           | Nom                      | Sport | Épreuve             |
| ------------------ | ------------------------ | ----- | ------------------- |
| Médaille de bronze | Juan Evangelista Venegas | Boxe  | Poids coqs (-54 kg) |

## Sources
- (fr) Bilan complet de 1948 sur le site du Comité international olympique
- (en) Bilan complet de Porto Rico sur le site olympedia.org